# Villers-Chemin-et-Mont-lès-Étrelles
Villers-Chemin-et-Mont-lès-Étrelles è un comune francese di 129 abitanti situato nel dipartimento dell'Alta Saona nella regione della Borgogna-Franca Contea.

## Società

### Evoluzione demografica
Abitanti censiti